# Giuseppe Prinzi (sculpteur)
Pour les articles homonymes, voir Prinzi et Giuseppe Prinzi.
Giuseppe Prinzi, né le 11 septembre 1825 à Messine et mort le 6 juillet 1895 à Frascati, est un sculpteur italien  du XIXe siècle.

## Biographie
Giuseppe Prinzi est né en 1825 à Messine.
Sculpteur sicilien, Giuseppe Prinzi a réalisé de nombreuses sculptures, qui sont situées dans différentes villes en Italie telles que Rome, Naples et Messine, sa ville natale,. Giuseppe Prinzi fut l'élève d'Aloisio Juvara à Rome. On cite de lui de nombreux bustes.
Il meurt en 1895 à Frascati.

## Œuvres
- Messine : figure féminine allégorique de Messine en Cybèle (1852)
- Campobasso : statue de Flore (1873)
- Basilique Saint-Pierre de Rome (Vatican) : statue de saint Guillaume de Verceil (1878)[5]
- Pincio (Rome): buste de l'astronome Angelo Secchi (1879)
- Chiesa di San Benedetto (Norcia) : statue de saint Benoît (1880)[6]
- Castello Pennisi di Floristella (Acireale): Mise au tombeau, bas-relief (1886)
- Cathédrale  San Giovanni (Raguse) : bas-relief
- Teatro Vittorio Emanuele II (Messine) : buste de Ferdinand II (Sicile)
- Museo regional di Messina : buste en marbre d'Antonello da Messina